# Milan (Missouri)
Pour les articles homonymes, voir Milan (homonymie).
La ville de Milan est le siège du comté de Sullivan, situé dans l’État du Missouri, aux États-Unis. Sa population s’élevait à 1 960 habitants lors du recensement de 2010, estimée à 1 824 habitants en 2016.